# Kikonai
Kikonai (japanska: 木古内町?, Kikonai-chō) är en landskommun (köping) i Hokkaido prefektur i Japan.  
I kommunen finns järnvägsstationen Kikonai på Hokkaido Shinkansen-linjen mellan Shin-Aomori och Shin-Hakodate-Hokuto, som ger förbindelse med höghastighetståg från Tokyo.